# Закон за българското гражданство
Законът за българското гражданство е закон, приет през 1998 г. и влязъл в сила на 20 февруари 1999 г. Той определя принципите, начините за придобиване, загубване и възстановяване на българско гражданство.
Издаден е в изпълнение на чл. 25 ал. VI от Конституцията на Република България. Заменя действалите преди него закони:
- закон от 1880 г.†
- закон от 1883 г.
- Закон за българското поданство от 1903 г.
- Закон за българското поданство от 1940 г.
- Закон за българското гражданство от 1948 г.
- Закон за българското гражданство, обнародван 1968 г., изменян 1979, 1986 и 1989 г.

Основният начин за придобиване на гражданство е по произход (на родителите – Jus sanguinis), но е възможно да се получи гражданство след 5 години законно пребиваване в България.
Всеки български гражданин е гражданин на Европейския съюз, което обаче не следва от българското законодателство.

## Двойно гражданство
България дава възможност на гражданите да притежават чуждо гражданство, освен българското им гражданство.